# Johann Schorn (Fußballspieler)
Johann Schorn (* 7. April 1940) ist ein ehemaliger österreichischer Fußballspieler.

## Karriere

### Vereine
Schorn kam als Torhüter in der zweitklassigen Regionalliga Ost von 1959 bis 1967 für den SC Eisenstadt zum Einsatz. Danach spielte er – Aufstieg bedingt – in der seinerzeitigen Nationalliga. In einem Teilnehmerfeld von 14 Mannschaften konnte er mit seinem Verein als Neuling mit Platz 10 die Spielklasse halten, wie auch mit Platz 13 in der Folgesaison. Am Saisonende 1969/70 folgte mit Platz 14 der Abstieg in die Regionalliga Ost, aus der sein Verein am Saisonende in die Nationalliga zurückkehrte. In seiner Premierensaison hütete er in 25 von 26 Saisonspielen das Tor; sein Debüt gab er am 19. August 1967 (1. Spieltag) bei der 0:4-Niederlage im Auswärtsspiel gegen den Linzer ASK. In den folgenden beiden Saisons für den Verein in der Nationalliga bestritt er weitere 46 Punktspiele.
Er, inzwischen zum SC Olymp Bregenz gewechselt, spielte bereits eine Saison lang in der Nationalliga und stieg mit dem Verein am Saisonende in die Regionalliga West ab, aus der er als regionaler Meister in die Nationalliga zurückkehrte und diese erneut als Absteiger verlassen musste. Das Eingehen einer Spielgemeinschaft mit dem Erstligaaufsteiger FC Rätia Bludenz unter dem Namen FC Vorarlberg verhalf ihm, eine weitere Saison in der Nationalliga zu spielen; am Saisonende ereilte den FC Vorarlberg der Abstieg in die inzwischen drittklassige Regionalliga Ost, da die Nationalliga – mit Einrichtung der Bundesliga ab der Saison 1974/75 – fortan als Unterbau diente und die Zweite Leistungsstufe bildete. In dieser Spielklasse spielte er für seinen Verein unter dem Namen SC Vorwerk Vorarlberg. Nach Auflösung der Spielgemeinschaft kehrte der SC Olymp Bregenz zur Namensgebung aus dem Jahr 1945 zurück und spielte als Schwarz-Weiß Bregenz in der siebengleisigen dritten Leistungsstufe, der Landesliga Vorarlberg, aus der er und sein Verein als Meister und als Sieger aus der Relegation hervorgegangen, die Saison 1976/77 in der 2. Division spielte. Mit dem Saisonende und dem neunten Platz beendete er seine Spielerkarriere.

### Nationalmannschaft
Schorn kam 1967 für die Amateurnationalmannschaft im Wettbewerb um den UEFA Amateur Cup zum Einsatz, an dessen Ende der Pokalgewinn stand. Am 18. Juni gehörte er der Finalmannschaft an, die in Palma mit 2:1 über die Amateurnationalmannschaft Schottlands gewann.

## Erfolge
- Europameister der Amateure 1967
- Meister Regionalliga Ost 1967
- Meister Regionalliga West 1972
- Meister Landesliga Vorarlberg 1976